# 亚硒酸铜
亚硒酸铜是一种浅蓝绿色粉末，难溶于水。

## 制备
亚硒酸铜可以通过氧化铜、氢氧化铜或碱式碳酸铜和亚硒酸的反应制备，如：
Cu2(OH)2CO3 + 2 H2SeO3 → 2 CuSeO3 + 2 H2O + CO2↑
也可由亚硒酸钠和硫酸铜作用，沉淀得到：
Na2SeO3 + CuSO4 → Na2SO4 + CuSeO3↓
其无水物可以通过二氧化硒和氧化铜直接反应得到：
SeO2 + CuO → CuSeO3

## 性质
亚硒酸铜不溶于水，但易溶于强酸和氨水。在空气中稳定。

## 主要用途
亚硒酸铜用于电子、仪器、仪表工业。 

## 相关化合物

### 碱式亚硒酸铜
碱式亚硒酸铜不溶于水，由氨性的硫酸铜溶液和可溶亚硒酸盐作用得到。

### 亚硒酸氢铜
亚硒酸氢铜不溶于水，由亚硒酸铜与过量亚硒酸溶液共热得到。对热不稳定。

### 二氯化四亚硒酸铜
化学式Cu5(SeO3)4Cl2，通过化学气相传输反应制得。其晶体为P21/c空间群，a = 10.9104(8) Å, b = 8.3134(6) Å, c = 7.5490(6) Å, β = 90.715(6)°, Z = 2, R1 = 0.0383。